# ای‌تی‌پی۲بی۱ آنتی‌سنس آران‌ای۱
ای‌تی‌پی۲بی۱ آنتی‌سنس آران‌ای۱ (انگلیسی: ATP2B1 antisense RNA 1) یک پروتئین است که در انسان توسط ژن «ATP2B1-AS1» کُدگذاری می‌شود.